# Fridrich VIII. Šlesvicko-Holštýnský
Fridrich VIII. Šlesvicko-Holštýnský, též Fridrich Kristián August (6. července 1829 Augustenborg – 14. ledna 1880 Wiesbaden), byl od roku 1863 německý pretendent šlesvicko-holštýnského trůnu, ačkoli ve skutečnosti převzalo nadvládu a skutečnou administrativní moc nad vévodstvím Prusko.

## Život
Fridrich se narodil jako syn vévody Kristiána Augusta II. Šlesvicko-Holštýnsko-Sonderbursko-Augustenburského a jeho manželky Luisy Žofie z Danneskiold-Samsøe. Etnicky byl možná nejdánštějším princem dánské královské dynastie ve své generaci (v době poslední dánské nástupnické krize).
Jeho rodina náležela k Oldenburkům, královskému rodu, který zahrnoval všechny středověké skandinávské královské dynastie mezi své vzdálené předky, které sdílel se svými rivaly a příbuznými, dalšími žadateli o dánský trůn. Obě linie prohlašovaly svůj původ od středověkého dánského rodu Estridsenů přes předka Kristiána I. Dánského, Richenzu Dánskou, dámu z Werle, dceru Erika V. Dánského, ale Fridrich byl potomek také syna Erika V., Kryštofa II. Dánského, z jehož potomků nebyl od vlády Kryštofa III. žádný panovník Dánska. Fridrichův dědeček z otcovy strany měl oba dědy královské vévody z dynastie Oldenburků.
Fridrich se také lišil od svých rivalů svým specifickým původem mezi soudobou dánskou vysokou šlechtou. Jeho matka pocházela ze starobylé dánské rodiny (Danneskiold-Samsøe) a jeho babička z otcovy strany, Luisa Augusta Dánská, byla dánskou královskou princeznou. Jeho dědeček z otcovy strany, augustenburský vévoda Fridrich Kristián II., měl dvě dámy dánské vysoké šlechty jako své babičky (rody Danneskiold-Samsøe a Reventlow) a jednu dánskou hraběnku jako prababičku z otcovy strany (z rodu Ahlefeldtů). Fredrichova rodina vkládala velké naděje do toho, že v tehdejší rostoucí éře nacionalismu bude na tento původ nazírán příznivě, až se bude rozhodovat o právní otázce, čí nárok je nejsilnější. Rodina Fridricha připravovala na to, že se stane dánským králem.
Fridrich se však navzdory svému etnicky spíše dánskému původu měl později stát symbolem německého nacionalismu. Vnitřní kruhy dánské královské vlády z různých důvodů nebyly Augustenburgům nakloněny. Místo toho dostali přednost princezna z Hesenska a princ z Glucksburgu, bližší příbuzní jádra tehdejší královské rodiny. Fridrichův otec se stal kvůli nepřátelství dánských nacionalistů v letech 1848–1851 protagonistou prusko-dánské války.
Fridrichovy zděděné nároky byly nejsilnější vůči téměř zcela německy mluvícímu vévodství Holštýnskému, zatímco jeho práva dědice rodu Oldenburků se ukázala jako příliš složitá a Holštýnsko, původně léno Svaté říše římské, mělo salické právo, hlavní princip v jeho základním dědickém právu. Šlesvicko a Dánsko, v právní historii mnohem více skandinávské, měly právní precedenty pro volitelné a ženské nástupnictví. Fridrich a jeho otec, jakkoli byli ve skutečnosti Dánové, si to uvědomili a přiklonili se ke svým německým zájmům.
Otec mladého Fridricha se po zhroucení pruské podpory a porážce vlastní vlády na konci první šlesvické války v roce 1851 ocitl v neudržitelné pozici. Dne 31. března 1852 se vzdal svých nároků jako první v nástupnictví dvojice vévodství ve prospěch dánského krále a jeho nástupců výměnou za finanční kompenzaci. Vévodská rodina byla vyhnána. Fridrich se nyní stal ve Šlesvicko-Holštýnsku symbolem nacionalistického německého hnutí za nezávislost. Zřeknutí se nároků bylo překážkou, kterou dynastie Augustenburgů a němečtí nacionalisté vysvětlili tak, že nemá žádný vliv na Fridricha, který se osobně ničeho nezřekl, a nikdo, včetně jeho otce, nebyl zmocněn k tomu, vzdát se jeho nároků za něj. Fridrichův sňatek v roce 1856 byl součástí apelu na německý nacionalismus (jeho mladší bratr se nicméně oženil s dcerou královny Viktorie).
V listopadu 1863 vznesl Fridrich nároky na následnictví ve dvojici vévodství, a to po smrti bezdětného dánského krále Frederika VII., který byl také vévodou Šlesvicka a Holštýnska. Jelikož Holštýnsko po salickém zákonu zdědili potomci Helvig Holštýnsko-Rendsburské, hnutí za nezávislost dlouho živilo naděje, že králova smrt povede k jejich cíli. Dánské království bylo také pod takzvaným polosalickým právem, ale jeho mužská linie skončila Frederikem VII. a dánské právo obsahovalo polosalické ustanovení, které vyústilo ve zvolení Kristiána z Glücksburgu novým panovníkem. Němečtí nacionalisté tvrdili, že Šlesvicko bylo také zděděno podle nemodifikovaného salického zákona, ale toto tvrzení bylo odmítnuto dánskou vládou s argumentem, že tato provincie podléhá dánskému právu.
Otto von Bismarck využil nepokojů k invazi do vévodství. Vláda Dánska ve vévodstvích byla ukončena a Fridrich triumfálně vstoupil do Kielu, kde byl nedočkavě vítán. Vyvstaly však četné politické komplikace, které zabránily formálnímu obnovení dynastie. Podle podmínek Vídeňské smlouvy (říjen 1864) se vévodství vzdala Prusku a Rakousku. Prusko Fridrichovi uložilo podmínky, které mu znemožnily ujmout se vlády. Po pražském míru, který ukončil v roce 1866 prusko-rakouskou válku, byly země nakonec pohlceny Pruským královstvím.
Fridrich následně v letech 1870–1871 sloužil během prusko-francouzské války ve štábu pruského korunního prince Fridricha Viléma. Fridrich a jeho dědicové nadále používali svůj titul, který po další generaci přešel na větev Glücksburků, na dědice staršího bratra Kristiána IX. Dánského.

## Manželství a potomci
Dne 11. září 1856 se jako sedmadvacetiletý oženil s o šest let mladší princeznou Adlétou, druhou dcerou knížete Arnošta I. z Hohenlohe-Langenburgu a Feodory Leiningenské, nevlastní sestry britské královny Viktorie. S Adlétou měl Fridrich sedm dětí:
- 1. Fridrich Šlesvicko-Holštýnsko-Sonderbursko-Augustenburský (3. 8. 1857 Przemków – 29. 10. 1858 tamtéž)
- 2. Augusta Viktorie Šlesvicko-Holštýnská (22. 10. 1858 Lubsko – 11. 4. 1921 Doorn)
  - ⚭ 1881 Vilém II. Pruský (27. 1. 1859 Berlín – 4. 6. 1941 Doorn), německý císař a pruský král v letech 1888–1918
- 3. Karolína Matylda Šlesvicko-Holštýnsko-Sonderbursko-Augustenburská (25. 1. 1860 Augustenborg – 20. 2. 1932 Grünholz)
  - ⚭ 1885 Fridrich Ferdinand Šlesvicko-Holštýnský (12. 10. 1855 Kiel – 21. 1. 1934 Przemków), vévoda šlesvicko-holštýnský a šlesvicko-holštýnsko-sonderbursko-glücksburský
- 4. Gerhard Šlesvicko-Holštýnsko-Sonderbursko-Augustenburský (20. 1. 1862 Dłużek – 11. 4. 1862 tamtéž)
- 5. Ernest Gunther Šlesvicko-Holštýnský (11. 8. 1863 Dłużek – 21. 2. 1921 Przemków), vévoda šlesvicko-holštýnský
  - ⚭ 1898 Dorotea Sasko-Kobursko-Gothajská (30. 4. 1881 Vídeň – 21. 1. 1967 Dischingen)
- 6. Luisa Žofie Šlesvicko-Holštýnsko-Sonderbursko-Augustenburská (8. 4. 1866 Kiel – 28. 4. 1952 Bad Nauheim)
  - ⚭ 1889 princ Fridrich Leopold Pruský (14. 11. 1865 Berlín – 13. 9. 1931 Krajenka)
- 7. Feodora Adléta Šlesvicko-Holštýnsko-Sonderbursko-Augustenburská (3. 7. 1874 Przemków – 21. 6. 1910), svobodná a bezdětná